# 曼弗雷德·博肯费尔德
曼弗雷德·博肯费尔德（德語：Manfred Bockenfeld，1960年7月23日—）是一名退役德国足球运动员，司职后卫。